# Carmine Iorio
Carmine Immacolato Antonio Iorio, conosciuto anche come Yousef el Musulmani  (in arabo يوسف المسلماني‎?, Yousef el Moslamany) dopo la conversione all'Islam (Altavilla Silentina, 8 dicembre 1892 – Gialo, 17 dicembre 1928), è stato un militare italiano.
Dopo esser stato catturato dalle truppe della resistenza libica di Omar al-Mukhtar, disertò e combatté le truppe italiane in Libia.

## Biografia
Nacque nel Cilento in provincia di Salerno nel 1892. Nel 1901 si specializzò nella manutenzione e riparazione di armi leggere per il Regio Esercito. Nel 1911 si sposò con una ragazza del suo paese ma il 15 ottobre a solo 19 anni in occasione della Guerra italo-turca venne trasferito nella forza navale di 15 000 persone dirette alla città di Derna, nella Libia orientale.
Dopo dieci giorni di bombardamenti, la forza di difesa di 3 500 soldati turchi e arabi venne definitivamente sconfitta e gli italiani occuparono la guarnigione turca della città. Il conte Trombi fu quindi nominato da un governatore e la guarnigione fu rafforzata con 1 500 soldati e due battaglioni di cacciatori Alpini.
Carmine Iorio divenne uno dei soldati nella Guarnigione italiana di Derna. Era una persona molto curiosa e desiderava anche imparare l'arabo, soprattutto per comprendere il Corano. Il suo battaglione, nel gennaio 1915, ingaggiò dei combattimenti contro la resistenza libica, sia nei dintorni di Derna, che nei pressi di Martouba.
Nella notte del 14 luglio 1916 lasciò la guarnigione di Tocra e venne catturato da una carovana beduina che lo condusse ad Agedabia da Muhammad Idris al-Mahdi al-Senussi, futuro re della Libia.
Ad Agedabia, Carmine Iorio sfuggì al patibolo in quanto fu preso sotto la protezione del fratello di Idris, Sayied Muhammad er-Rida. Così il disertore italiano accettò di rimanere tra la resistenza libica e di convertirsi all'islam diventando Yusuf el-Musulmani e di combattere insieme al suo amico Omar al-Mukhtar.
Yousef el Musulmani divenne uno dei migliori combattenti di terra e un grande aiuto alla causa con la sua esperienza nelle armi di piccolo calibro e nelle tattiche di guerra italiane. Era presente nelle battaglie di Marsa Brega, Bilal Bir, Soluch e molte altre. Omar al-Mukhtar lo nominò tenente e sposò una ragazza di Cufra chiamata Tibra Musa Al Majebri. Ebbe due figli, Mohamed e Aisha.
Venne catturato nell'oasi di Gicherra a 20 km dall'oasi di Gialo da alcuni alti funzionari fascisti che stavano seguendo personalmente il suo caso. Venne così condannato a morte per alto tradimento e con il verdetto della pena capitale. Gli è stata data la scelta di convertirsi nuovamente al cristianesimo, ma lui rifiutò, ma non lo fece, solo per non disonorare i suoi due figli rimasti nella resistenza libica.
Lesse alcuni versetti del Corano prima di essere fucilato dal plotone di esecuzione nella piazza del mercato del Gialo il 17 dicembre 1928 qualche giorno dopo aver compiuto 36 anni. Nel 2018 la compagnia teatrale "Compagnia Fantasma" di Bologna ha messo in scena la vita di Carmine Iorio.